# 1259
Portal Geschichte | Portal Biografien | Aktuelle Ereignisse | Jahreskalender | Tagesartikel

◄ |
12. Jahrhundert |
13. Jahrhundert
| 14. Jahrhundert | ►

◄ |
1220er |
1230er |
1240er |
1250er
| 1260er | 1270er | 1280er | ►

◄◄ |
◄ |
1255 |
1256 |
1257 |
1258 |
1259
| 1260 | 1261 | 1262 | 1263 | ► | ►►
Staatsoberhäupter  · Nekrolog
| Januar | Januar | Januar | Januar | Januar | Januar | Januar | Januar |
| Kw     | Mo     | Di     | Mi     | Do     | Fr     | Sa     | So     |
| 1      |        |        | 1      | 2      | 3      | 4      | 5      |
| 2      | 6      | 7      | 8      | 9      | 10     | 11     | 12     |
| 3      | 13     | 14     | 15     | 16     | 17     | 18     | 19     |
| 4      | 20     | 21     | 22     | 23     | 24     | 25     | 26     |
| 5      | 27     | 28     | 29     | 30     | 31     |        |        |
| ------ | ------ | ------ | ------ | ------ | ------ | ------ | ------ |

| Februar | Februar | Februar | Februar | Februar | Februar | Februar | Februar |
| Kw      | Mo      | Di      | Mi      | Do      | Fr      | Sa      | So      |
| 5       |         |         |         |         |         | 1       | 2       |
| 6       | 3       | 4       | 5       | 6       | 7       | 8       | 9       |
| 7       | 10      | 11      | 12      | 13      | 14      | 15      | 16      |
| 8       | 17      | 18      | 19      | 20      | 21      | 22      | 23      |
| 9       | 24      | 25      | 26      | 27      | 28      |         |         |
| ------- | ------- | ------- | ------- | ------- | ------- | ------- | ------- |

| März | März | März | März | März | März | März | März |
| Kw   | Mo   | Di   | Mi   | Do   | Fr   | Sa   | So   |
| 9    |      |      |      |      |      | 1    | 2    |
| 10   | 3    | 4    | 5    | 6    | 7    | 8    | 9    |
| 11   | 10   | 11   | 12   | 13   | 14   | 15   | 16   |
| 12   | 17   | 18   | 19   | 20   | 21   | 22   | 23   |
| 13   | 24   | 25   | 26   | 27   | 28   | 29   | 30   |
| 14   | 31   |      |      |      |      |      |      |
| ---- | ---- | ---- | ---- | ---- | ---- | ---- | ---- |

| April | April | April | April | April | April | April | April |
| Kw    | Mo    | Di    | Mi    | Do    | Fr    | Sa    | So    |
| 14    |       | 1     | 2     | 3     | 4     | 5     | 6     |
| 15    | 7     | 8     | 9     | 10    | 11    | 12    | 13    |
| 16    | 14    | 15    | 16    | 17    | 18    | 19    | 20    |
| 17    | 21    | 22    | 23    | 24    | 25    | 26    | 27    |
| 18    | 28    | 29    | 30    |       |       |       |       |
| ----- | ----- | ----- | ----- | ----- | ----- | ----- | ----- |

| Mai | Mai | Mai | Mai | Mai | Mai | Mai | Mai |
| Kw  | Mo  | Di  | Mi  | Do  | Fr  | Sa  | So  |
| 18  |     |     |     | 1   | 2   | 3   | 4   |
| 19  | 5   | 6   | 7   | 8   | 9   | 10  | 11  |
| 20  | 12  | 13  | 14  | 15  | 16  | 17  | 18  |
| 21  | 19  | 20  | 21  | 22  | 23  | 24  | 25  |
| 22  | 26  | 27  | 28  | 29  | 30  | 31  |     |
| --- | --- | --- | --- | --- | --- | --- | --- |

| Juni | Juni | Juni | Juni | Juni | Juni | Juni | Juni |
| Kw   | Mo   | Di   | Mi   | Do   | Fr   | Sa   | So   |
| 22   |      |      |      |      |      |      | 1    |
| 23   | 2    | 3    | 4    | 5    | 6    | 7    | 8    |
| 24   | 9    | 10   | 11   | 12   | 13   | 14   | 15   |
| 25   | 16   | 17   | 18   | 19   | 20   | 21   | 22   |
| 26   | 23   | 24   | 25   | 26   | 27   | 28   | 29   |
| 27   | 30   |      |      |      |      |      |      |
| ---- | ---- | ---- | ---- | ---- | ---- | ---- | ---- |

| Juli | Juli | Juli | Juli | Juli | Juli | Juli | Juli |
| Kw   | Mo   | Di   | Mi   | Do   | Fr   | Sa   | So   |
| 27   |      | 1    | 2    | 3    | 4    | 5    | 6    |
| 28   | 7    | 8    | 9    | 10   | 11   | 12   | 13   |
| 29   | 14   | 15   | 16   | 17   | 18   | 19   | 20   |
| 30   | 21   | 22   | 23   | 24   | 25   | 26   | 27   |
| 31   | 28   | 29   | 30   | 31   |      |      |      |
| ---- | ---- | ---- | ---- | ---- | ---- | ---- | ---- |

| August | August | August | August | August | August | August | August |
| Kw     | Mo     | Di     | Mi     | Do     | Fr     | Sa     | So     |
| 31     |        |        |        |        | 1      | 2      | 3      |
| 32     | 4      | 5      | 6      | 7      | 8      | 9      | 10     |
| 33     | 11     | 12     | 13     | 14     | 15     | 16     | 17     |
| 34     | 18     | 19     | 20     | 21     | 22     | 23     | 24     |
| 35     | 25     | 26     | 27     | 28     | 29     | 30     | 31     |
| ------ | ------ | ------ | ------ | ------ | ------ | ------ | ------ |

| September | September | September | September | September | September | September | September |
| Kw        | Mo        | Di        | Mi        | Do        | Fr        | Sa        | So        |
| 36        | 1         | 2         | 3         | 4         | 5         | 6         | 7         |
| 37        | 8         | 9         | 10        | 11        | 12        | 13        | 14        |
| 38        | 15        | 16        | 17        | 18        | 19        | 20        | 21        |
| 39        | 22        | 23        | 24        | 25        | 26        | 27        | 28        |
| 40        | 29        | 30        |           |           |           |           |           |
| --------- | --------- | --------- | --------- | --------- | --------- | --------- | --------- |

| Oktober | Oktober | Oktober | Oktober | Oktober | Oktober | Oktober | Oktober |
| Kw      | Mo      | Di      | Mi      | Do      | Fr      | Sa      | So      |
| 40      |         |         | 1       | 2       | 3       | 4       | 5       |
| 41      | 6       | 7       | 8       | 9       | 10      | 11      | 12      |
| 42      | 13      | 14      | 15      | 16      | 17      | 18      | 19      |
| 43      | 20      | 21      | 22      | 23      | 24      | 25      | 26      |
| 44      | 27      | 28      | 29      | 30      | 31      |         |         |
| ------- | ------- | ------- | ------- | ------- | ------- | ------- | ------- |

| November | November | November | November | November | November | November | November |
| Kw       | Mo       | Di       | Mi       | Do       | Fr       | Sa       | So       |
| 44       |          |          |          |          |          | 1        | 2        |
| 45       | 3        | 4        | 5        | 6        | 7        | 8        | 9        |
| 46       | 10       | 11       | 12       | 13       | 14       | 15       | 16       |
| 47       | 17       | 18       | 19       | 20       | 21       | 22       | 23       |
| 48       | 24       | 25       | 26       | 27       | 28       | 29       | 30       |
| -------- | -------- | -------- | -------- | -------- | -------- | -------- | -------- |

| Dezember | Dezember | Dezember | Dezember | Dezember | Dezember | Dezember | Dezember |
| Kw       | Mo       | Di       | Mi       | Do       | Fr       | Sa       | So       |
| 49       | 1        | 2        | 3        | 4        | 5        | 6        | 7        |
| 50       | 8        | 9        | 10       | 11       | 12       | 13       | 14       |
| 51       | 15       | 16       | 17       | 18       | 19       | 20       | 21       |
| 52       | 22       | 23       | 24       | 25       | 26       | 27       | 28       |
| 1        | 29       | 30       | 31       |          |          |          |          |
| -------- | -------- | -------- | -------- | -------- | -------- | -------- | -------- |

| Januar | Januar | Januar | Januar | Januar | Januar | Januar | Januar |
| Kw     | Mo     | Di     | Mi     | Do     | Fr     | Sa     | So     |
| 1      |        |        | 1      | 2      | 3      | 4      | 5      |
| 2      | 6      | 7      | 8      | 9      | 10     | 11     | 12     |
| 3      | 13     | 14     | 15     | 16     | 17     | 18     | 19     |
| 4      | 20     | 21     | 22     | 23     | 24     | 25     | 26     |
| 5      | 27     | 28     | 29     | 30     | 31     |        |        |
| ------ | ------ | ------ | ------ | ------ | ------ | ------ | ------ |

| Februar | Februar | Februar | Februar | Februar | Februar | Februar | Februar |
| Kw      | Mo      | Di      | Mi      | Do      | Fr      | Sa      | So      |
| 5       |         |         |         |         |         | 1       | 2       |
| 6       | 3       | 4       | 5       | 6       | 7       | 8       | 9       |
| 7       | 10      | 11      | 12      | 13      | 14      | 15      | 16      |
| 8       | 17      | 18      | 19      | 20      | 21      | 22      | 23      |
| 9       | 24      | 25      | 26      | 27      | 28      |         |         |
| ------- | ------- | ------- | ------- | ------- | ------- | ------- | ------- |

| März | März | März | März | März | März | März | März |
| Kw   | Mo   | Di   | Mi   | Do   | Fr   | Sa   | So   |
| 9    |      |      |      |      |      | 1    | 2    |
| 10   | 3    | 4    | 5    | 6    | 7    | 8    | 9    |
| 11   | 10   | 11   | 12   | 13   | 14   | 15   | 16   |
| 12   | 17   | 18   | 19   | 20   | 21   | 22   | 23   |
| 13   | 24   | 25   | 26   | 27   | 28   | 29   | 30   |
| 14   | 31   |      |      |      |      |      |      |
| ---- | ---- | ---- | ---- | ---- | ---- | ---- | ---- |

| April | April | April | April | April | April | April | April |
| Kw    | Mo    | Di    | Mi    | Do    | Fr    | Sa    | So    |
| 14    |       | 1     | 2     | 3     | 4     | 5     | 6     |
| 15    | 7     | 8     | 9     | 10    | 11    | 12    | 13    |
| 16    | 14    | 15    | 16    | 17    | 18    | 19    | 20    |
| 17    | 21    | 22    | 23    | 24    | 25    | 26    | 27    |
| 18    | 28    | 29    | 30    |       |       |       |       |
| ----- | ----- | ----- | ----- | ----- | ----- | ----- | ----- |

| Mai | Mai | Mai | Mai | Mai | Mai | Mai | Mai |
| Kw  | Mo  | Di  | Mi  | Do  | Fr  | Sa  | So  |
| 18  |     |     |     | 1   | 2   | 3   | 4   |
| 19  | 5   | 6   | 7   | 8   | 9   | 10  | 11  |
| 20  | 12  | 13  | 14  | 15  | 16  | 17  | 18  |
| 21  | 19  | 20  | 21  | 22  | 23  | 24  | 25  |
| 22  | 26  | 27  | 28  | 29  | 30  | 31  |     |
| --- | --- | --- | --- | --- | --- | --- | --- |

| Juni | Juni | Juni | Juni | Juni | Juni | Juni | Juni |
| Kw   | Mo   | Di   | Mi   | Do   | Fr   | Sa   | So   |
| 22   |      |      |      |      |      |      | 1    |
| 23   | 2    | 3    | 4    | 5    | 6    | 7    | 8    |
| 24   | 9    | 10   | 11   | 12   | 13   | 14   | 15   |
| 25   | 16   | 17   | 18   | 19   | 20   | 21   | 22   |
| 26   | 23   | 24   | 25   | 26   | 27   | 28   | 29   |
| 27   | 30   |      |      |      |      |      |      |
| ---- | ---- | ---- | ---- | ---- | ---- | ---- | ---- |

| Juli | Juli | Juli | Juli | Juli | Juli | Juli | Juli |
| Kw   | Mo   | Di   | Mi   | Do   | Fr   | Sa   | So   |
| 27   |      | 1    | 2    | 3    | 4    | 5    | 6    |
| 28   | 7    | 8    | 9    | 10   | 11   | 12   | 13   |
| 29   | 14   | 15   | 16   | 17   | 18   | 19   | 20   |
| 30   | 21   | 22   | 23   | 24   | 25   | 26   | 27   |
| 31   | 28   | 29   | 30   | 31   |      |      |      |
| ---- | ---- | ---- | ---- | ---- | ---- | ---- | ---- |

| August | August | August | August | August | August | August | August |
| Kw     | Mo     | Di     | Mi     | Do     | Fr     | Sa     | So     |
| 31     |        |        |        |        | 1      | 2      | 3      |
| 32     | 4      | 5      | 6      | 7      | 8      | 9      | 10     |
| 33     | 11     | 12     | 13     | 14     | 15     | 16     | 17     |
| 34     | 18     | 19     | 20     | 21     | 22     | 23     | 24     |
| 35     | 25     | 26     | 27     | 28     | 29     | 30     | 31     |
| ------ | ------ | ------ | ------ | ------ | ------ | ------ | ------ |

| September | September | September | September | September | September | September | September |
| Kw        | Mo        | Di        | Mi        | Do        | Fr        | Sa        | So        |
| 36        | 1         | 2         | 3         | 4         | 5         | 6         | 7         |
| 37        | 8         | 9         | 10        | 11        | 12        | 13        | 14        |
| 38        | 15        | 16        | 17        | 18        | 19        | 20        | 21        |
| 39        | 22        | 23        | 24        | 25        | 26        | 27        | 28        |
| 40        | 29        | 30        |           |           |           |           |           |
| --------- | --------- | --------- | --------- | --------- | --------- | --------- | --------- |

| Oktober | Oktober | Oktober | Oktober | Oktober | Oktober | Oktober | Oktober |
| Kw      | Mo      | Di      | Mi      | Do      | Fr      | Sa      | So      |
| 40      |         |         | 1       | 2       | 3       | 4       | 5       |
| 41      | 6       | 7       | 8       | 9       | 10      | 11      | 12      |
| 42      | 13      | 14      | 15      | 16      | 17      | 18      | 19      |
| 43      | 20      | 21      | 22      | 23      | 24      | 25      | 26      |
| 44      | 27      | 28      | 29      | 30      | 31      |         |         |
| ------- | ------- | ------- | ------- | ------- | ------- | ------- | ------- |

| November | November | November | November | November | November | November | November |
| Kw       | Mo       | Di       | Mi       | Do       | Fr       | Sa       | So       |
| 44       |          |          |          |          |          | 1        | 2        |
| 45       | 3        | 4        | 5        | 6        | 7        | 8        | 9        |
| 46       | 10       | 11       | 12       | 13       | 14       | 15       | 16       |
| 47       | 17       | 18       | 19       | 20       | 21       | 22       | 23       |
| 48       | 24       | 25       | 26       | 27       | 28       | 29       | 30       |
| -------- | -------- | -------- | -------- | -------- | -------- | -------- | -------- |

| Dezember | Dezember | Dezember | Dezember | Dezember | Dezember | Dezember | Dezember |
| Kw       | Mo       | Di       | Mi       | Do       | Fr       | Sa       | So       |
| 49       | 1        | 2        | 3        | 4        | 5        | 6        | 7        |
| 50       | 8        | 9        | 10       | 11       | 12       | 13       | 14       |
| 51       | 15       | 16       | 17       | 18       | 19       | 20       | 21       |
| 52       | 22       | 23       | 24       | 25       | 26       | 27       | 28       |
| 1        | 29       | 30       | 31       |          |          |          |          |
| -------- | -------- | -------- | -------- | -------- | -------- | -------- | -------- |

## Ereignisse

### Politik und Weltgeschehen

#### Byzantinisch-Fränkische Kriege

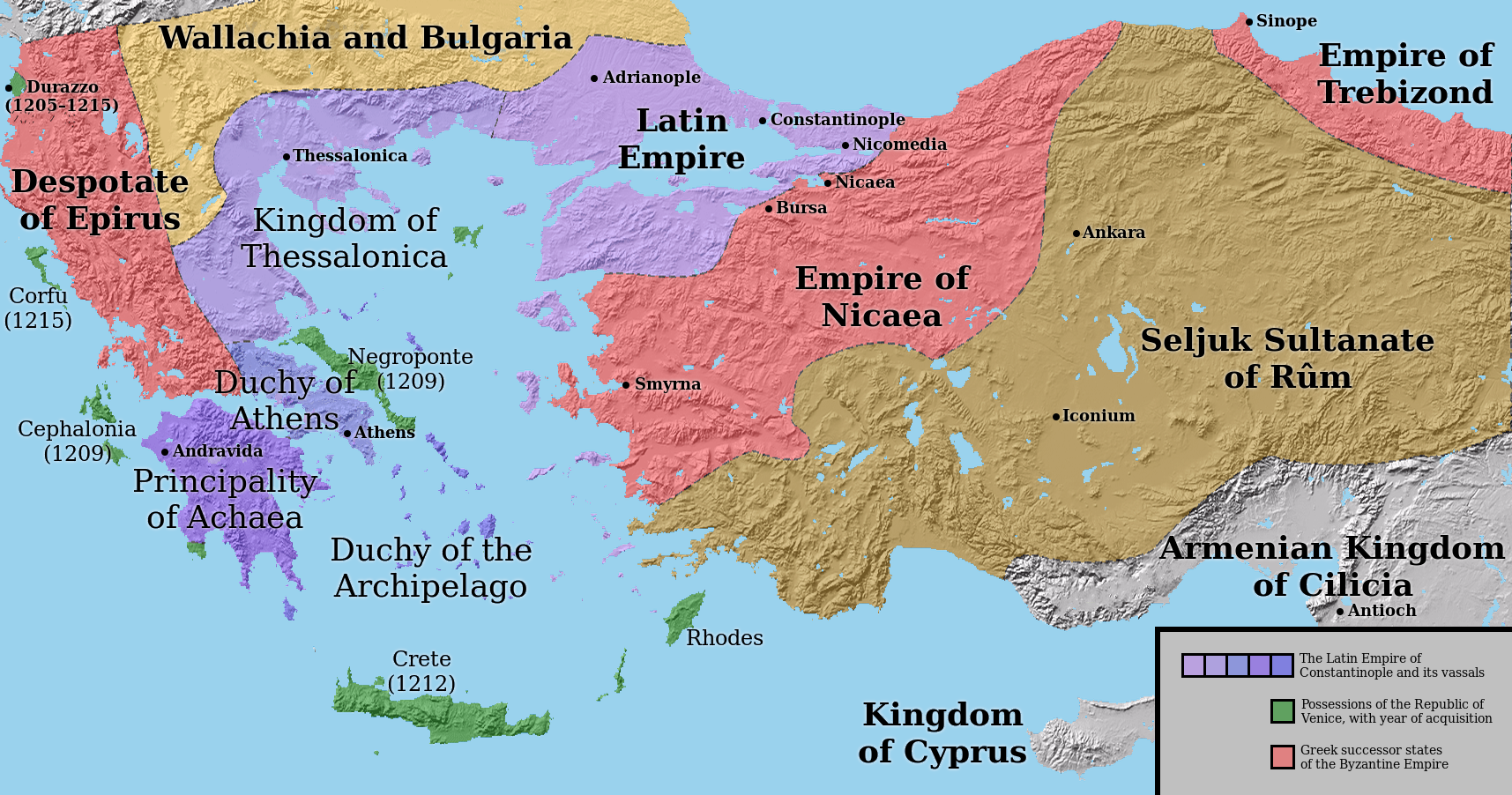
Die Staatenwelt der Romania nach dem 4. Kreuzzug 1204

- 1. Januar: Der bisherige Regent Michael Palaiologos, der seit dem Vorjahr den Titel Despot trägt, lässt sich neben dem neunjährigen Johannes IV. Laskaris zum Mitkaiser im Kaiserreich Nikaia, einem Nachfolgestaat des Byzantinischen Reichs, ausrufen und bringt damit das bis 1453 regierende Geschlecht der Palaiologen an die Macht. Da in Konstantinopel immer noch der lateinische Kaiser Balduin II. herrscht, regiert er vorläufig von Nicäa aus.
- September: In der Schlacht bei Pelagonia besiegt das von Sebastokrator Johannes Dukas Palaiologos geführte Kaiserreich Nikaia das Fürstentum Achaia, nachdem Michael II. Komnenos Dukas Angelos von Epirus zu Nikaia übergelaufen ist. Fürst Wilhelm II. von Villehardouin gerät in Gefangenschaft. Johannes Palaiologos erobert anschließend Theben und macht das Fürstentum Achaia, bis dahin der stärkste fränkische Staat in Griechenland, zu einem Vasallen Nikaias.

#### Mongolenreich

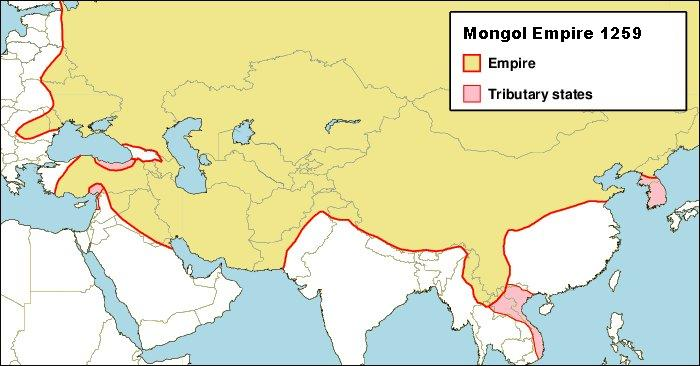
Das Mongolenreich 1259

- 11. August: Möngke Khan, Enkel Dschingis Khans, stirbt während seines China-Feldzuges bei der Belagerung von Sichuan an der Ruhr. Sein jüngerer Bruder Kublai Khan ernennt sich in einem Machtkampf gegen seinen jüngeren Bruder Arigkbugha entgegen allen Traditionen selbst zum Großkhan der Mongolen.

#### Südostasien

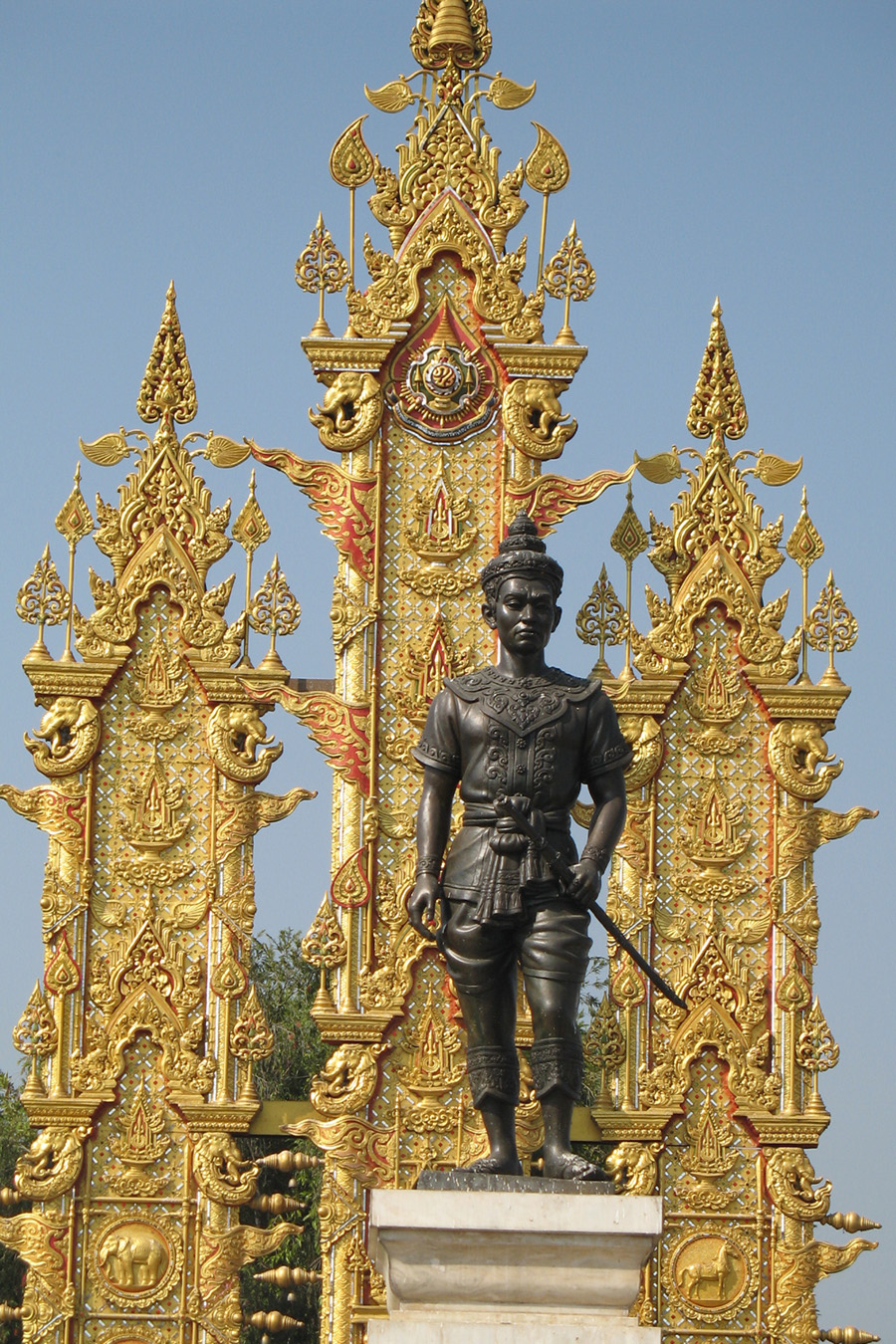
Denkmal von König Mengrai

Mangrai wird nach dem Tod seines Vaters Herrscher des Thai-Reiches Ngoen Yang und beginnt eine Expansionspolitik gegen die benachbarten Kleinreiche.

#### Dänemark
Der dänische König Christoph I., der sich im Kampf mit Fürst Jaromar II. von Rügen und mit dem Thronaspiranten Erik Abelsen befindet, möchte seinen Sohn Erik zu seinem Nachfolger krönen lassen. Das wird ihm jedoch von Jakob Erlandsen, dem Erzbischof von Lund, verweigert, der gleichzeitig allen Bischöfen des Landes verbietet, die Krönung vorzunehmen. Christoph lässt ihn daraufhin am 6. Februar gefangensetzen und öffentlich demütigen, woraufhin der Roskilder Bischof Peder Bang das Interdikt gegen den König ausspricht. Er lässt die Kirchen in Skåne und Sjælland schließen und alle, die an der Verhaftung des Erzbischofs beteiligt waren, mit dem Bann belegen. Der König lässt daraufhin die Kirchen gewaltsam öffnen. Darauf flieht Peder Bang nach Rügen. Von dort kehrt er im April mit Fürst Jaromar und Erik Abelsen zurück und wütet grausam in Sjælland. Der König muss sich nach Jylland zurückziehen und Jaromar II. nimmt im Mai Kopenhagen ein, wobei ein großer Teil der Stadt nach Plünderungen abbrennt.
Am 29. Mai stirbt Christoph I. überraschend in Ribe, was Gerüchte über seine Ermordung nährt. Königswitwe Margarete Sambiria, die um Stabilität bemüht ist, setzt Erzbischof Erlandsen frei und belehnt Erik Abelsen mit Schleswig. Gegen Jaromar mobilisiert sie ein seeländisches Bauernheer, das jedoch von Jaromars Truppen am 14. Juni bei Næstved vernichtend geschlagen wird. Nach der Verwüstung Seelands, Schonens und Lollands landet er mit seinen Truppen auf Bornholm und zerstört dort die königliche Festung Lilleborg. Dennoch wird Erik V. zu Weihnachten zum König von Dänemark gekrönt.

#### Heiliges Römisches Reich
- 28. Januar: Ezzelino III. da Romano, ghibellinischer Feudalherr in der Mark Treviso, ernennt Mastino I. della Scala zum Podestà von Verona. Er ist damit der erste Podestà der Kommune, nachdem das Amt über Jahrzehnte nicht besetzt worden ist, wird aber bereits im Sommer des gleichen Jahres durch einige enge Vertraute Ezzelinos ersetzt. Ezzelino stirbt in Folge einer in der Schlacht von Cassano d’Adda am 27. September erlittenen Verletzung. Im November taucht Mastino I. bereits wieder in Dokumenten als Podestà auf.

- Die Städte Lübeck, Stralsund, Wismar, Kiel und Rostock gründen den Wendischen Städtebund. Er dient der Sicherung der Handelswege auf dem Land und zur See und gilt als Keimzelle sowohl des späteren wendischen Quartiers als auch der Deutschen Hanse insgesamt.
- Agnes von Schlesien-Liegnitz wird die zweite Gemahlin von Ulrich I., dem Stifter, Graf von Württemberg.

#### Westeuropa

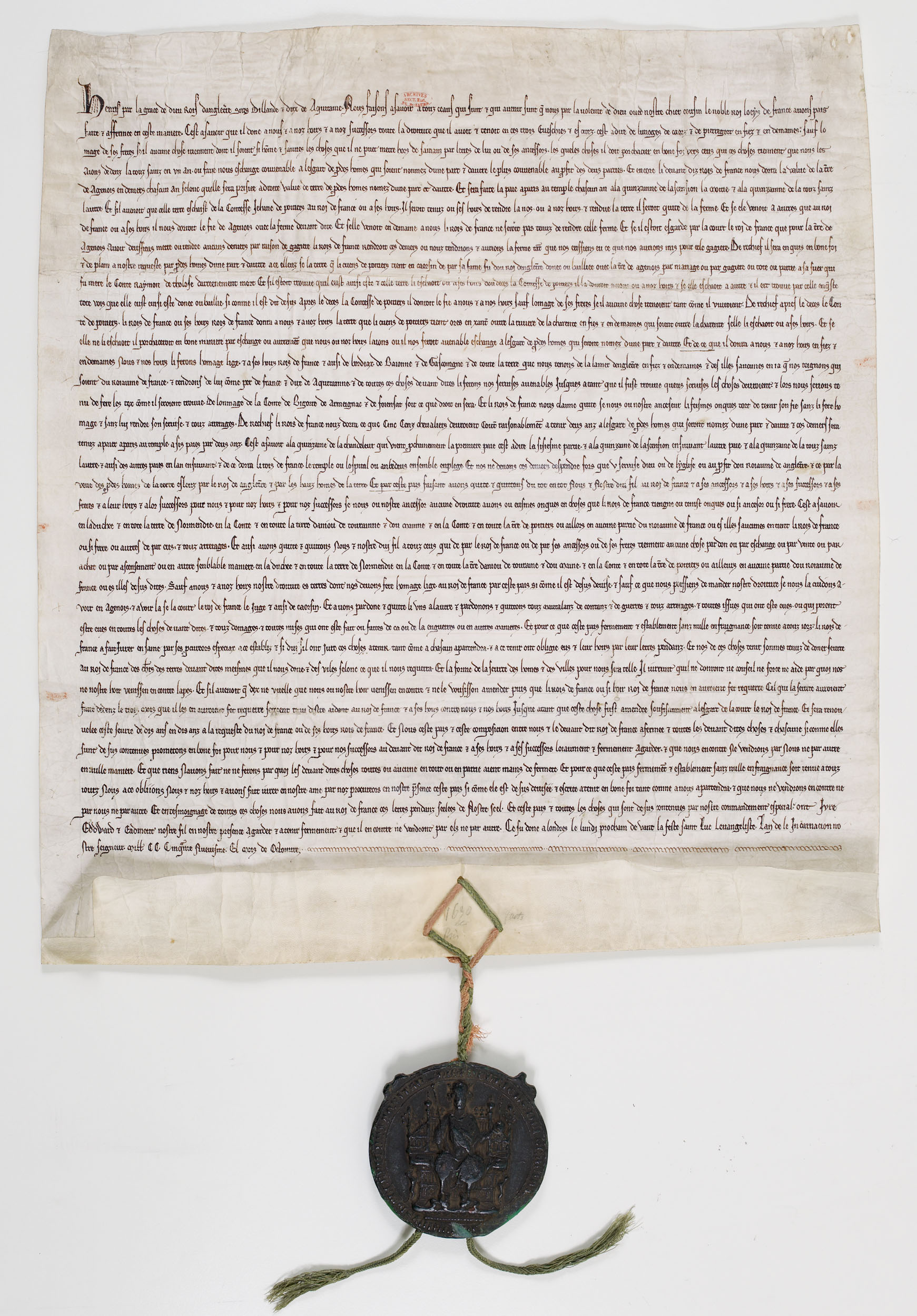
Vertrag von Paris

- 28. Mai: Der Vertrag von Paris zwischen Heinrich III. von England und Ludwig IX. von Frankreich regelt die Besitzansprüche Englands an französischem Gebiet. Ludwig erreicht den Verzicht Englands auf die Normandie und andere Gebiete sowie den Lehnseid für die englischen Besitzungen in Südwestfrankreich.
- In den Provisions of Westminster, die auf den im Vorjahr beschlossenen Provisions of Oxford aufbauen, werden weitere Reformen beschlossen, die unter anderem das Justizwesen und die Rechte des niedrigen Adels betreffen (siehe Geschichte Englands).

#### Stadtrechte und urkundliche Ersterwähnungen
- Amersfoort erhält von Hendrik van Vianden die Stadtrechte.
- Benken, Bünzen, Courtepin, Fischingen TG, Gipf AG, Greppen, Hausach, Holderbank, Jaberg, Leinzell, Neuenkirch, Vyšší Brod (deutsch Hohenfurth), Schupfart, Wies, Willadingen und Wolf werden erstmals urkundlich erwähnt.
- Das Obere Schloss in Siegen wird erstmals urkundlich erwähnt.

### Wirtschaft
- 7. Mai: Köln erhält von Erzbischof Konrad von Hochstaden das Stapelrecht. Danach müssen alle an- und durchreisenden Kaufleute ihre Waren zu Köln „stapeln“ und zum Verkauf anbieten.
- Stade erhält vom Bremer Erzbischof das Stapelrecht.
- Deutschland: „Vom März bis in den August fällt kaum Regen, es herrscht Überfluss an allen Früchten, namentlich an Wein, dergestalt, dass die leeren Fässer in höherem Wert standen als der Wein selbst“ (s. Weblinks).

### Wissenschaft und Kultur

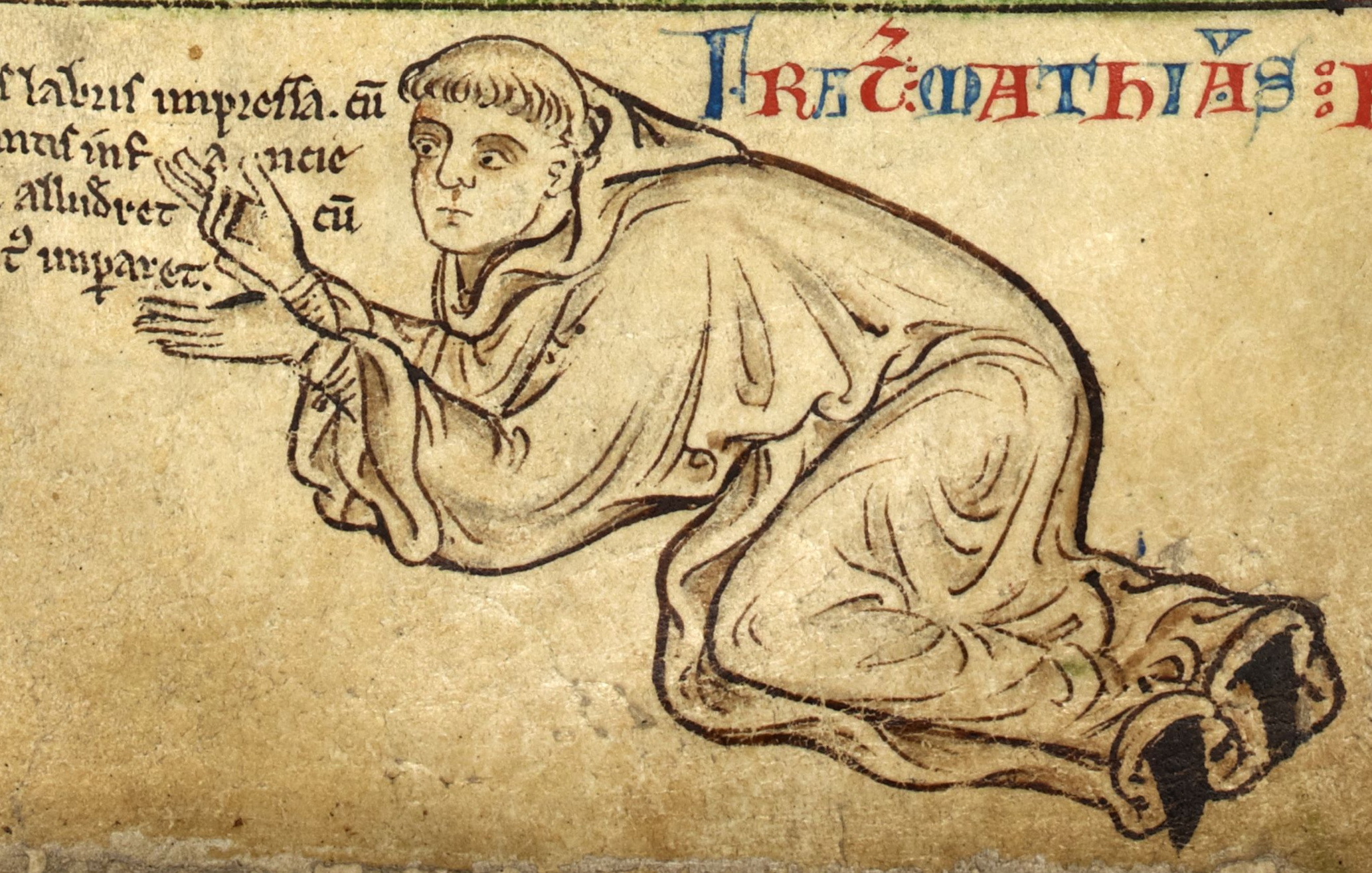
Selbstporträt des Matthäus Paris aus seiner Chronik

Mit dem Tod des Matthäus Paris, Geschichtsschreiber im Benediktinerkloster St Albans unweit von London, endet sein Hauptwerk, die als Universalchronik angelegte Chronica maiora. Das in Latein verfasste Geschichtswerk beginnt bei der Erschaffung der Welt und reicht bis in das Jahr 1259.
- um 1259: Bologna gibt die ältesten bekannten Bestimmungen über den Buchverleih heraus.

### Religion
- 14. März: Otto von Hadmersleben stiftet auf Veranlassung seiner Gemahlin, Jutta von Blankenburg, das Kloster Marienstuhl.
- 1. Juni: Wok von Rosenberg gründet das Kloster Hohenfurt in Böhmen.
- Auf dem Generalkapitel der Dominikaner in Valenciennes (Flandern) werden die u. a. von Albertus Magnus mit erarbeiteten neuen Studienbedingungen beschlossen. Damit wird erstmals das Studium der Artes liberales erlaubt und von einem Studium solemne als Partikularstudium gesprochen. Für die Frauenklöster wird die päpstliche Klausur vorgesehen.
- Das Kloster Bledzew und das Kloster Wyden werden gegründet.
- Thomas von Aquin lehrt in den nächsten zehn Jahren in Orvieto, Viterbo und Rom.
- Bonaventura verfasst das Itenerarium mentis in Deum, worin er den Aufstieg der Seele zu Gott in sechs Stufen, die sechs Seelenkräften entsprechen, schildert.
- Die Kölner Beginen schicken Christine von Stommeln wegen ihrer dauernden dämonischen Erlebnisse zu ihren Eltern zurück.

## Geboren

### Geburtsdatum gesichert
- 25. März: Andronikos II., Kaiser des Byzantinischen Reichs († 1332)
- 25. Juni: Hugo XIII., der Braune, Herr von Lusignan, Graf von La Marche und Angoulême († 1303)
- 27. September: Guido della Torre, Herr von Mailand († 1312)

### Genaues Geburtsdatum unbekannt
- Richard Og de Burgh, 2. Earl of Ulster, englischer Adeliger († 1326)
- Ubertino da Casale, italienischer Theologe und Franziskaner († nach 1328)
- Cerverí de Girona, katalanischer Trobador († 1285)
- Hugo V. von Tübingen, Pfalzgraf von Tübingen († 1277)
- Wulfing von Stubenberg, Dominikaner und Bischof von Lavant sowie Fürstbischof von Bamberg († 1318)

## Gestorben

### Erstes Halbjahr
- 7. Februar: Thomas II., Herr von Piemont, Graf von Flandern und Hennegau sowie Graf von Savoyen (* 1199)
- 22. April: Adolf IV., Graf von Berg (* 1220)
- 13. Mai: Heinrich IV. von Württemberg, Bischof von Eichstätt
- zwischen 19. und 21. Mai: Pietro Capocci, italienischer Kardinal, päpstlicher Legat für Deutschland (* um 1200)
- 21. Mai: Fulk Basset, Bischof von London
- 29. Mai: Christoph I., König von Dänemark (* um 1219)
- 21. Juni: Otto II. von Lippe, Bischof von Münster

### Zweites Halbjahr
- 21. Juli: Gojong, 23. König des koreanischen Goryeo-Reiches (* 1192)
- 11. August: Möngke Khan, Großkhan der Mongolen (* 1209)
- 3. September: Dietrich von Grüningen, Ordensritter, Landmeister und Deutschmeister des Deutschen Ordens (* um 1210)
- 21. September: Johannes von Diest, Bischof von Lübeck
- 25. September: Gerhard I. Wildgraf von Dhaun, Erzbischof von Mainz und Reichserzkanzler des Heiligen Römischen Reiches
- September/Oktober: Ezzelino III. da Romano, italienischer Fürst (* 1194)
- 5. November: Arnold II. von Isenburg, Erzbischof von Trier
- vor dem 25. November: Margarete von Schottland, Countess of Kent, schottische Adelige (* zwischen 1187 und 1195)
- November: Ali I., Sultan der Mamluken in Ägypten

### Genaues Todesdatum unbekannt
- Guigues V., Graf von Forez
- Heinrich I., Herr von Heinsberg (* vor 1224)
- Matthäus Paris, englischer Chronist, Historiograph, Kartenzeichner, Goldschmied und Bildhauer (* um 1200)
- Mathilde von Dammartin, französische Adlige, Gräfin von Dammartin und Boulogne und Königin von Portugal (* um 1200)
- Badr ad-Din Lulu, Herrscher von Mossul

### Gestorben um 1259
- Heinrich Seemann, Domherr von Regensburg und Klosterstifter